# Szászfenes
Szászfenes (románul Florești, korábban Feneș) falu Romániában, Kolozs megyében, az azonos nevű község központja.

## Fekvése
Kolozsvártól 7 km-re nyugatra fekszik.

## Története
1297-ben Zaazfenes néven említik először. 1336. évi oklevél szerint – a kolozsmonostori apát alá tartozik, majd az erdélyi püspök birtoka. A falu délnyugati részén a Várhegy tetején láthatók a kalotaszegi várak egyikének, a szászfenesi leányvár (Fenesvár) alapfalainak maradványai. A várat a tatárjárás után építtette Péter erdélyi püspök, 1312-től említik. Valószínűleg az 1437-es parasztfelkelés során pusztult el.
Szászfenesnél kapott halálos sebet II. Rákóczi György erdélyi fejedelem 1660. május 22-én a török fősereggel vívott csatában.
A középkori római katolikus lakosság a reformáció kezdetén a régi vallás és az új vallások között ingadozott. 1556-ban Alesius (Madarász) Dénes lutheránus lelkipásztor volt a fenesi pap, egyben a gyalui dékánság esperese. De a katolikus folytonosság nem szakadt meg, mert 1655-ben a falunak Tamásy Gergely személyében római katolikus plébánosa volt.
A központban, a 20 hektáros parkban fekvő klasszicista Mikes-kastélyt 1945-ben lerombolták.

### Népessége
1910-ben 2600 lakosából 1512 román és 929 magyar volt (887 fő római katolikus). A trianoni békeszerződésig Kolozs vármegye Gyalui járásához tartozott.
1992-ben társközségeivel együtt 6088 lakosából 3439 román, 2020 magyar, 626 cigány és 2 német volt.

## Népesség
| Év   | Összesen | Románok | Magyarok | Roma |
| ---- | -------- | ------- | -------- | ---- |
| 1850 | 3009     | 1549    | 1197     | 227  |
| 1880 | 3655     | 1761    | 1546     | n/a  |
| 1890 | 4058     | 2032    | 1755     | n/a  |
| 1900 | 4435     | 2260    | 1995     | n/a  |
| 1910 | 4702     | 2420    | 2044     | n/a  |
| 1920 | 4956     | 2567    | 2251     | n/a  |
| 1930 | 5280     | 2706    | 2194     | 327  |
| 1941 | 6086     | 2612    | 3364     | 95   |
| 1956 | 5586     | 3060    | 2231     | 289  |
| 1966 | 6012     | 3248    | 2399     | 369  |
| 1977 | 6865     | 3668    | 2385     | 809  |
| 1992 | 6088     | 3439    | 2020     | 626  |
| 2002 | 7470     | 4516    | 2057     | 888  |
| 2011 | 21 832   | 17 209  | 3299     | 1121 |

## Látnivalók
- 14. századi római katolikus temploma gótikus eredetű.

## Képgaléria

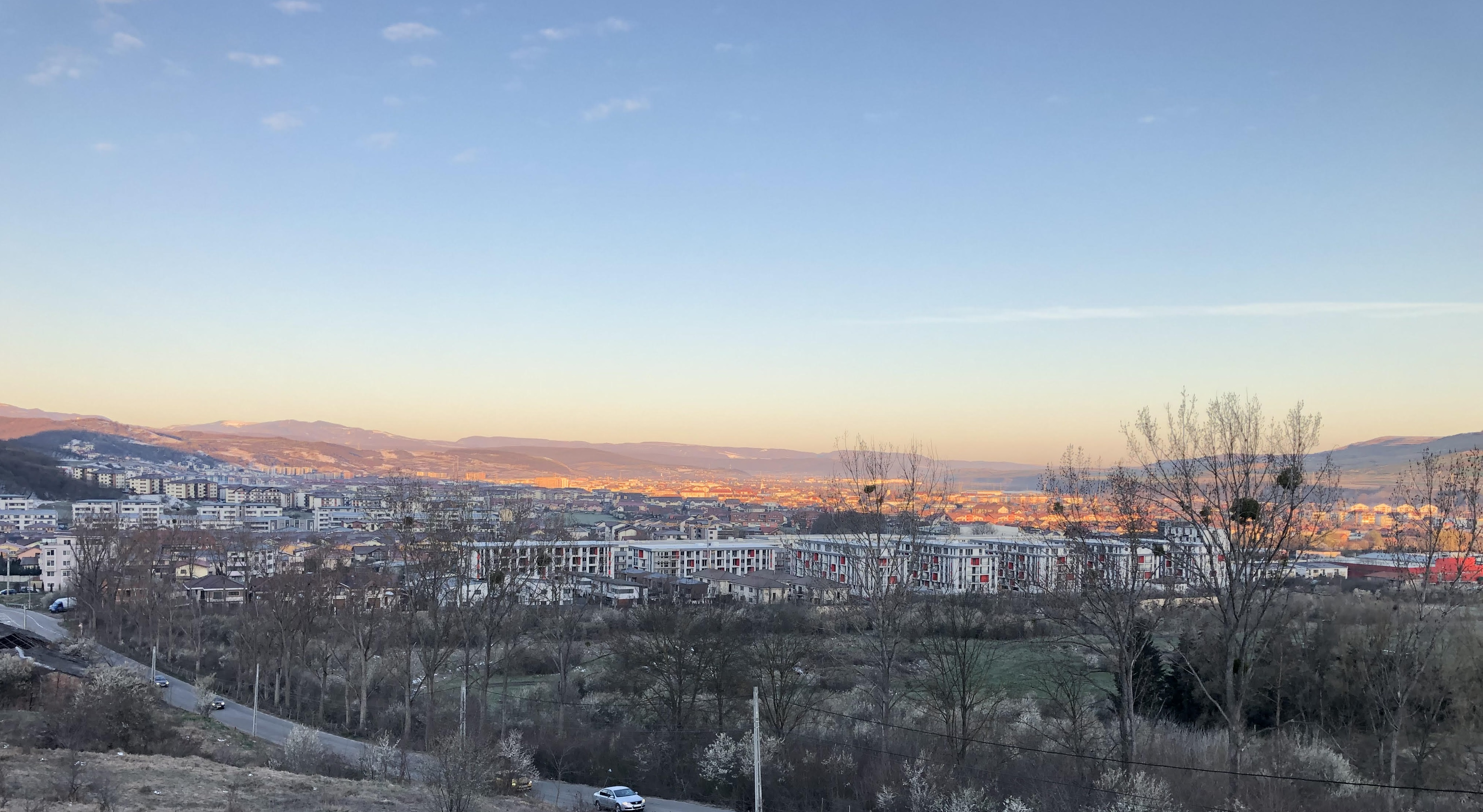
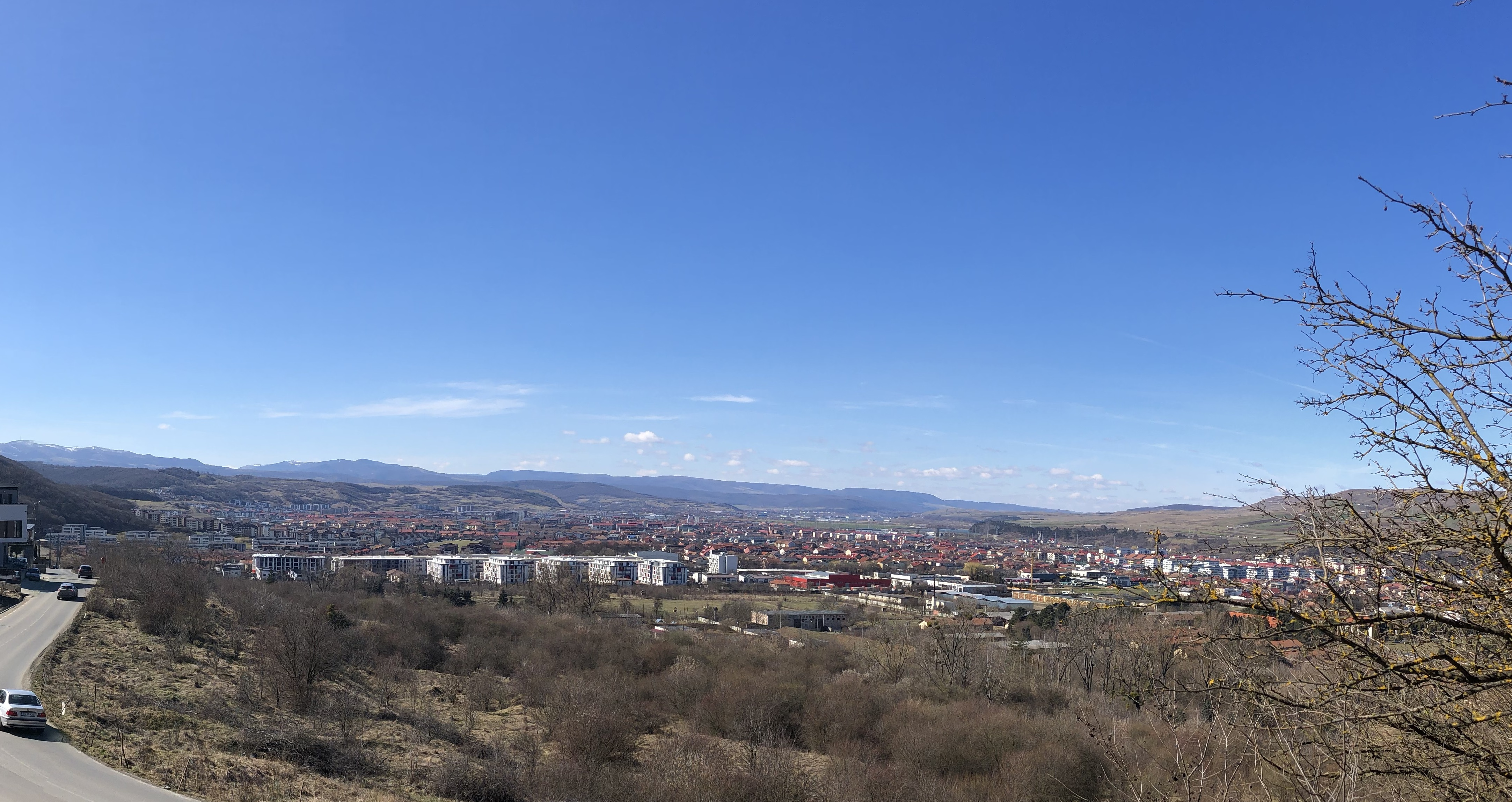

## Híres emberek
- Itt született 1846. január 7-én Jékey Aladár költő, műfordító.
- Itt született 1934. október 31-én Turós László grafikus és festő.